# RS-467
Pour les articles homonymes, voir Route 467.
La RS 467 est une route locale du Nord-Ouest de l'État du Rio Grande do Sul, reliant la RS-430, sur le territoire de la municipalité de Tapejara, à la RS-126, dans le district Três Porteiras de la commune de Sananduva. Elle dessert Tapejara, Ibiaçá et Sananduva, et est longue de 26,170 km.